# Felix Robert Nager

Felix Robert Nager, 1914

Felix Robert Nager (* 9. Dezember 1877 in Luzern; † 7. September 1959 in Zürich, katholisch, heimatberechtigt in Luzern) war ein Schweizer Otorhinolaryngologe.

## Leben
Felix Robert Nager kam am 9. Dezember 1877 in Luzern als Sohn des Arztes Gustav Nager und der Josefine geborene Schmid zur Welt. Nager belegte ein Studium der Medizin an den Universitäten Basel, Zürich und Heidelberg, das er 1901 in Heidelberg abschloss. Nach dem Erwerb des Doktortitels im Jahr 1904 an der Universität Basel absolvierte er eine Weiterbildung zum HNO-Arzt an der HNO Universitätsklinik Basel bei Friedrich Siebenmann.
Im Jahr 1908 wechselte er als Otorhinolaryngologie (ORL/HNO)-Spezialarzt nach Zürich, wo er im selben Jahr seine Habilitation ablegte. Dort wurde ihm der Aufbau einer HNO-Klinik am Universitätsspital Zürich übertragen, die ab 1918 als stationäre Abteilung adaptiert wurde. Zusätzlich lehrte ab 1915 als Titularprofessor, ab 1927 als ausserordentlicher Professor und von 1947 bis 1948 als ordentlicher Professor für Otorhinolaryngologie an der Universität Zürich.
Felix Robert Nager heiratete in erster Ehe 1910 Hedwig Emma geborene Naef, in zweiter Ehe 1915 Emma Bertha geborene Reinhart. Er verstarb am 7. September 1959 drei Monate vor Vollendung seines 82. Lebensjahres in Zürich.

## Wirken
Felix Robert Nager, der breite internationale Anerkennung als Wissenschaftler fand, galt als Spezialist für Taubstummheit und Schwerhörigkeit, speziell auf histologischem Gebiet, sowie deren psychosozialen Folgen. Daneben setzte sich der bekennende und engagierte Katholik besonders für das Fürsorgewesen ein. Nach ihm und Jean-Pierre de Reynier ist die Akrofaziale Dysostose Nager-de Reynier-Syndrom benannt.

## Werke (Auswahl)
- Beitrag zur Kenntnis seltener Abdominaltumoren, Dissertation, 1904
- Eine statistische Studie über die scarlatinöse Erkrankung des Gehörorgans, Habilitationsschrift, 1908
- Die Taubstummheit im Lichte der neuen Forschung und Anschauung, 1909
- Die Seelennot der Schwerhörigen, 1928
- Ueber Veränderungen der Labyrinthkapsel bei experimentellen Avitaminosen, 1941
- Ueber Veränderungen der Gehörknöchelchenkette bei Otosklerose, 1941
- Ueber Broncholithiasis : Entfernung eines Bronchialsteines auf endoskopischem Wege, 1943
- Zur Verhütung der Aspiration und des Verschluckens von Fremdkörpern, 1943
- Ueber otosklerotische Veränderungen der Gehörknöchelchen, 1944